# Österfjärden, Närpes
För andra betydelser, se Österfjärden (olika betydelser).
Österfjärden är en vik i Finland. Den ligger i kommunen Närpes i landskapet Österbotten, i den västra delen av landet, 300 km nordväst om huvudstaden Helsingfors.
Österfjärden är en långsmal vik som sträcker sig från Ljusörsfjärden i söder in mot Nämpnäs by. Väster om Österfjärden ligger halvön Björkklobbskatan och i öster ligger fastlandet.